# 潜入捜査アイドル・刑事ダンス
潜入捜査アイドル・刑事ダンス（せんにゅうそうさアイドル デカダンス）は2016年10月9日から同年12月25日まで、テレビ東京ほか系列局で毎週日曜0:20 - 0:50に放送されていたコメディドラマ。ドラマ枠「土曜ドラマ24」の第3作である。

## ストーリー
芸能界で起きている事件の捜査のため、警視庁は若手警官によるアイドルグループ「デカダンス」を結成することとなった。彼らはアイドルグループとして活動しながら、芸能界で潜入捜査を行い事件を解決に導いてゆく。

## キャスト

### 主要人物

#### アイドルグループ「デカダンス」
- 辰屋すみれ（タツヤ） - 中村蒼
- 黒澤裕也（ユーヤ） - 大東駿介
- 堺 章吉（ショウ） - 横浜流星
- 星 輝男（テル） - 森永悠希
- 出川てつや（D） - 立花裕大

#### 警視庁警備部 特殊芸能課第1係
- 篠原課長 - 近藤芳正
- 島崎 進 - 野間口徹
- ピコ - 福地桃子

#### その他
- 胡桃沢くるみ - 青山美郷
- 神堂栄一 - 升毅
- 吉光 全 - 片岡鶴太郎（特別出演）

### ゲスト
第1話
- 小森林健二 - 渡辺いっけい
- 内藤心 - 平原テツ
- 歌手 - 平井“ファラオ”光
- ユーヤに付きまとう女 - 長井短

第2話
- 是枝まさる - 音尾琢真
- 千堂万来 - 梶原善
- 須永アリス - 逢沢りな
- 小峠英二 - 小峠英二

第3話
- 鎗田まみ - MEGUMI
- 高也タカナス - マギー（第4 - 5話）
- 鈴木拓 - 鈴木拓
- 阿佐ヶ谷姉妹 - 阿佐ヶ谷姉妹

第4話
- 町田きょうすけ - 山崎樹範
- 岡田マミ - 遠野なぎこ
- リサコ - LiLiCo
- 中林りか - 山川恵里佳
- 堂城アキラ - 大水洋介
- ワイルドギター貴族 - 富岡晃一郎
- 女A - 柏木ひなた
- アイドルグループ - バンドじゃないもん!
- 大水洋介
- 丹羽咲絵
- 溜口佑太朗
- 亀島一徳
- 藤本涼
- 野口綾奈
- 望月ムサシ
- 石田亮介
- 河合恭嗣
- 湯田宗登
- 加藤碧

第5話
- 桐崎リョウジ - 古舘寛治
- 須山 - 本村健太郎
- 阿部祐二 - 阿部祐二
- 森崎友紀 - 森崎友紀

第6話
- 大空翔馬 - 稲葉友
- 田上さくら - 町田マリー
- 助監督 - 大津尋葵

第7話
- 立花力丸 - 長谷川朝晴（第8話・最終話）
- 矢島夏希 - 柳英里紗
- 諸川玄 - 伊﨑右典（第8話）
- 薬師武我 - 森本亮治（第8話）
- 西山竜太 - 高橋直気（第8話）
- イーシン高橋 - 野口かおる（第10話）

第8話
- 香穂 - 大林素子

第9話
- 佐藤和子 - 酒井若菜

第11話
- 祝賀パーティー司会者 - 辻よしなり

## スタッフ
- 脚本 - オークラ、土屋亮一、大井洋一、永井ふわふわ
- 音楽 - 眞鍋昭大
- 主題歌 - デカダンス「終われないダンス」
- チーフプロデューサー - 浅野太
- プロデューサー - 佐久間宣行、阿部真士、熊谷理恵
- キャスティングプロデューサー - 伊東雅子
- 監督 - 住田崇、佐藤さやか
- ナレーション - 銀河万丈
- 制作協力 - ラフアット
- 製作著作 - テレビ東京

## 放送日程
| 各話   | 放送日   | サブタイトル               | 脚本                                    | 監督       |
| ------ | -------- | -------------------------- | --------------------------------------- | ---------- |
| 第1話  | 10月09日 | アイドルするより刑事したい | オークラ                                | 住田崇     |
| 第2話  | 10月16日 | 愉快に一人だけのひな壇     | 土屋亮一                                | 住田崇     |
| 第3話  | 10月23日 | 進めっ！炎上少女           | オークラ                                | 住田崇     |
| 第4話  | 10月30日 | ヤベーローテーション       | オークラ 土屋亮一 大井洋一 永井ふわふわ | 佐藤さやか |
| 第5話  | 11月06日 | OAになっておどろこう       | 土屋亮一                                | 住田崇     |
| 第6話  | 11月13日 | 俺たちに役はある           | 土屋亮一                                | 佐藤さやか |
| 第7話  | 11月20日 | 言い訳BABY                 | オークラ                                | 佐藤さやか |
| 第8話  | 11月27日 | ブッチャケ男達             | オークラ                                | 住田崇     |
| 第9話  | 12月04日 | 間際のリクエスト           | 土屋亮一                                | 佐藤さやか |
| 第10話 | 12月11日 | HATE YOU ONLY              | オークラ                                | 住田崇     |
| 第11話 | 12月18日 | サイレンとマジリベンジ     | 土屋亮一                                | 住田崇     |
| 最終話 | 12月25日 | 終われないダンス           | オークラ                                | 住田崇     |

* 各話サブタイトルは現実のアイドルソングにちなんだものである。